# Хајасинт Бакет
Хајасинт Бакет, која инсистира да јој се презиме чита „Букеј“ (као француско Bouquet, а не енглеско Bucket, што значи кофа), главни је лик у Би-Би-Сијевој серији комедије ситуације Keeping Up Appearances (значење: Одржавање угледа), која је емитована од 1990. до 1995. Глуми је Патриша Раутлеџ.

## Личност
Хајасинт Бакет (односно, како она чита своје презиме, „Букеј"), рођена је у породици радничке класе и удала се за Ричарда који је државни службеник и пристојан припадник средње класе (у каснијим епизодама Ричард се пензионише), је синоним за помодарство, упорно али безуспешно покушавајући да се попне уз друштвену лествицу и неуморно покушавајући да задиви комшије и пријатеље. Такође, она има сина Шеридана, који је само зове онда када му је потребно новца. Хајасинт ради све што може да остави утисак високог положаја у друштву, док притом стално доказује да је радничког порекла. Њено стално очајавање да не дозволи другим људима да сазнају њено право порекло основ је многих радњи епизода и придодаје серијином хумору.
Хајасинт гледа остале са висине, верујући да је неизмерљиво супериорнија од људи из њене околине, а посебно се стиди својих нехатних рођака - сестара Дејзи и Роуз, а поготово зета Онзлоуа. Хајасинтина опседнутост да изгледа угледна у друштву и/или да повиси свој друштвени статус јасно је намењена да намири своје сопствене несигурности и чињеницу да долази из породице коју сматра обичном.
Хајасинт је врло брижна кад су послови по кући у питању, увек сређивајући и дотеравајући свој дом и упозоравајући госте да се изују и да не додирују зидове. Претвара се да су ствари попут статуа, шољица и софа у њеној кући врло скупе, како би се хвалила комшијама. То претварање изазива проблеме њеној нервозној комшиници Елизабет, која се стално боји да не сломи неку шољицу из њеног комплета. Зато обично користи пластичну шољу, али опет увек проспе свој чај или једноставно науди Хајасинтином тепиху. На телефон одговара са „Кућа Букеј, госпођа на телефону“, тако лажно указујући осталима да запошљава послугу.
Међутим, поред Хајасинтине помодарске личности, како истиче њен муж Ричард, она је пристојна жена, никада не заборављајући да кува, пере и пегла за свог мужа, што држи Ричарда на њеној страни, упркос сталној огорчености према њој. Хајасинт такође брижно мотри своју породицу, па је тако увек прва да помогне својим нижекласним рођацима - невољно додуше - када имају проблеме, поготово свом постаријем оцу, који је сенилан и захтева сталну пажњу. Њен пристојан, оптимистичан и често раздраган став помаже људима да је трпе.
Било како било, Хајасинтино помодарство има великог удела у хумору серије. У другој епизоди прве сезоне, она инсистира да њен муж носи лептир-машну док орезује руже. У каснијим епизодама, тражи од човека који доноси млеко да сазна од које краве потиче њено млеко, а пише председнику британске поште како би затражила да локална пошта залепи најскупље маркице на њена писма. Такође, толико се прибојава довођења у везу са нижом класом да ће урадити шта год је потребно да избегне своје сиромашније рођаке у јавности, чак иако то значи сакривати се иза ограда или ускакање у жбуње.
Писац серије Рој Кларк је изјавио у интервјуу за британску емисију Comedy Connections да „живети са њом мора бити ужасно, али гледати је заиста смешно“ "

## Хајасинт у серији

### Хајасинтина преданост друштвеном уздигнућу
Хајасинт не преже да примени било какве мере како би дала утисак да је добростојећа у друштву или пријатељ некога из виших кругова. У епизоди прве сезоне, док посећује неку господску кућу, улаже огроман труд како би дала до знања другима да је пријатељ са власницима. Ова жеља да се повеже са високом класом је чак наводи да купи мали апартман у вили тјудорског стила, што јој омогућава да се хвали како је „власник“ сеоског поседа. У епизоди пете сезоне, на превару убеђује свог мужа Ричарда да затражи изузетно скуп Ролс-ројс на пробну вожњу, возећи се с њим до скупог поседа, како би се могла хвалити оним што зове „свој“ Ролс. Њен покушај да импресионира остале пропада када су Ричард и она ухапшени и оптужени за крађу.
Иронично, једини пут када Хајасинт заиста јесте у аристократском друштву, прави будалу од себе. Док присуствује аукцији за један посед извесног племића, Ричард мора да одврати Хајасинт од жеље да купи целу вилу пуну астрономски скупих ствари, које она жели само из разлога јер су их поседовале аристократе. Ипак, Хајасинт купује неколико боца вина које је произвела племићка породица. Када наилази на аристократу и прихвати понуду да поделе боцу вина, напија се безнадежно.
У једној другој епизоди, Хајасинт и Ричард посећују сеоски посед, а Хајасинт улаже огроман напор да се сакрије од Дејзи, РОуз и Онзлоуа, који су такође ту. Обрела се на једном месту које није за ширу јавност, прилази јој отрцани човек који им говори да не смеју бити ту. Хајасинт тврди да је близак пријатељ власника и грди „баштована“ због начина обраћања. Када је Ричард вози кући, она му говори како лорд нема никаквог права да изгледа као баштован.
Другом приликом, она и Ричард добијају дозволу да користе једну стару лађу од Шеридановог пријатеља (за коју Хајасинт претпоставља да је јахта) за наутичку вечеру под светлости свећа са Елизабет, Еметом, парохом и његовом жени али се прича завршава стравично како и Ричард и Хајасинт упадају у реку.

### Хајасинтина непопуларност код других ликова
Хајасинт учестало позива људе на своје вечере при светлости свећа, али исте њени гости не воле и труде се да их избегну. Оне се одржавају у Хајасинтиној трпезарији, окићеној у анахронистичком викторијанском стилу, са портретом Винстона Черчила. Хајасинт изгледа проводи цело поподне сређујући сто за госте, а често запошљава и свог првог комшију, Елизабет.
Њено стално помодарство, хвалисање у вези са богатством и везама које нема, док непрестано прича о сину Шеридану, чине Хајасинт мрску код људи из њене околине, као и њеном зету Онзлоуу. Међутим, Хајасинт није свесна тога, и не схвата зашто толико званица не успе да дође на њене журке. На пример, ако јој неко прекине телефонску линију, криви грешку на мрежи.
Хајасинт изгледа има врло мало пријатеља, а они који су наводно вишекласни су у неком погледу искварени. "Мајор", који се представља као неко код је служио високи чин у британској војсци, жуди за Хајасинт и врло ретко прича са њом на нормалан начин. Саветник госпођа Нуџент је оштар, депресиван и никада задовољан месни саветник који стално Хајасинт излаже подугачким политичким тирадама, што наводи Хајасинт да се додворава саветнику госпођи Нуџент безсрамно, слажући се са било чим што ова каже. Хајасинтин једини прави пријатељ је изгледа њена прва комшиниза Елизабет, која је, било како било, престрављена јутарњих кафа са Хајасинт: њена нервоза у Хајасинтиној кући увек се завршава просипањем кафе по Хајасинтиним скупим теписима, или ломљењем цењених шољица. Хајасинт такође сматра Елизабетиног брата Емета за пријатеља, док га она заправо излуђује и он живи у сталној стрепњи да ће она да му „пева у лице“.

### Хајасинтино име
Најочигледнији пример Хајасинтиног помодарства је у њеном презимену. По њеном мужу Ричарду, Bucket се чита као и суд за воду (бакет, на енглеском: кофа). Али, како каже Хајасинт, чита се Букеј (као француско Bouquet). Рој Кларк је рекао да је инсиприацију за ову појаву добио када је упознао некога чије је презиме Ботом ("Bottom", на енглеском, између осталог, задњица) али је инсистирао да се презива Ботоум. Поред њеног инсистирања на елегантнијем француском изговору, многи људи је једноставно зову „госпођа Бакет“, или са још више омаловажавања „Бакет-жена“. Једном је чак и залупила врата пред носом продавачу кућних аларма када је рекао „госпођа Бакет“, након чега га је Ричард „исправио“, и све се поновило како је и требало. Парох често узвикује погрднији називкада је примети, и неретко покушава да брзо побегне док га она не примети.
Зачуђујуће, Хајасинт никада не „исправља“ саветника госпођу Нуџент када је ословљава са „Бакет.
Хајасинтине три сестре појачавају алегорију цвећа уз презиме Букеј (фр. букет): зову се Вајолет (срп. љубичица), Дејзи (срп. бела рада) и Роуз (срп. ружа) - понашају се одговарајућим темпераментом. Вајолет, која се често помиње али се тек појављује у последњој сезони је удата за донекле лабилног Бруса. Дејзи, чија природност служи као прекривач Хајасинтином помодарству, показује опште саосећање и нежност, на велику жалост Хајасинт и презир Онзлоуа. Роуз, лепота која вене, ненамерна љубавница жуди за пажњом мушкараца.

### Хајасинт на телефону
Хајасинт описује свој телефон као „бисерно-бео дигирални телефон танке жице са аутоматским поновним бирањем броја“. Њен манир телефонирања сликовито показује њене претензије. Хајасинт даје до знања свима у близини да је неко ко је зове „вероватно неко јако битан“ а јавиће се са „Кућа Букеј, госпођа на телефону."
Стално јој смета што су јој телефонски број побрклаи са извесним рестораном кинеске хране, јер се разликују у једном броју, али Хајасинт уверава оног који зове да је то огромна разлика.
Хајасинт одбија да промени свој број телефона, а уместо тога пише Британском телекому, тражећи да промене број телефона ресторана, а чак тера ричарда да зове кинсеког амбасадора, премда безуспешно.

### Хајасинтин муж, Ричард Бакет
Хајасинтин однос са својим мужем Ричардом је донекле натегнут. Ричард се стално покорава Хајасинт, иако је често на сметњи њеним плановима. Мора стално да јој отвара и затвара врата од кола попут шофера, да је слуша како коментарише његову вожњу и упозорава га на могуће опасности.
Ричард свој брак пореди са временом које је одслужио у војсци: никада није морао да одлучује о нечему и сви оброци су му били спремљени. Само понекад Ричард изгуби стрпљење пред Хајасинт, као што се и њихова приврженост види само понекад.
У шестој епизоди четврте сезоне, откривено је да Хајасинт и Ричард немају неки сексуални живот, јер она мисли да је то непримерено њиховим годинама.

### Хајасинтин син, Шеридан
Хајасинт често зове њен син Шеридан, који студира „дизајн таписерија и више шивење“ на политехници са својим цимером Тарквином. Телефон звони учестало када Шеридан тражи неразумне своте новца - нешто чега сеРичард, који стално пита Хајасинт „Шта сад хоће?", стално прибојава. Међутим, Хајасинт описује телефонске разговоре као „пажљиве према својој мамици“ и често распреда о „необичним везама које их вежу“. Садржај ових разговора доводи до закључка да је Шеридан хомосексуалац које је вероватно у вези са Тарквином који носи свилене пижаме. Међутим, ово Хајасинт ни у једном моменту не схвата.
Јасно је да Хајсинт воли Шеридана, али ипак, као све друго у њеном животу, служи јој као алатка за побољшање угледа у друштву, како Хајасинт често прича о синовљевој „универзитетској“ каријери, користећи појмове попут „академски надарен“ и „јасно одређен за високе положаје“. Хајасинт такође ужива у показивању слика из Шеридановог детињства.

### Хајасинтин „Татица"
Хајасинт својег сенилног оца зове „татица“. Јасно је да га истински воли - али не довољно да му допусти да живи са њима. Он живи са Дејзи, Онзлоуом и Роуз и само је још један лик који може да осрамоти Хајасинт. Он штипа жене за задњице и облачи се у чудне костиме. Подлежан је и сећањима из рата, а неретко преузима на себе да „штити“ зграде пушком и бајонетом, не дозвољавајући правим станарима да уђу.